# Radiolink RL 2 GHz
Radiolink RL 2 GHz je hrvatski patent iz polja radiokomunikacije koji ima primjenu pri razmjeni, raspodjeli i prijenosu studijskog stereo radiosignala do raspršivačkih FM odašiljača a digitalnom obradom signala uz potrebnu dodatnu tehnologiju omogućuje raspodjelu do četiri mono signala pri čemu se dobiva na udaljenosti na koju je moguće distribuirati iste signale.
Uređaj Radiolink RL 2GHz posjeduje sve potrebite specifikacije kojima zadovoljava Europske norme ETS 300 –  454 te Potvrdu o sukladnosti Hrvatskog zavoda za telekomunikacije.
Uređaj je plod dugogodišnjeg iskustva na polju radikomunikacija hrvatske tvrtke Zagrel te je kao takav nosioc znaka Izvorno hrvatsko koji mu je dodijelila Hrvatska gospodarska komora, to jest znaka koji odražava inovativnost rada hrvatskih stručnjaka, održivosti kvalitete i posebne vrijednosti hrvatskih proizvoda na domaćem i inozemnim tržištima.

## Specifikacija tehničkih karakteristika
Radiolink RL 2 GHz je uređaj standardnih 19 inčnih dimenzija kućišta na kojem se nalaze indikacijske lampice alarmnih stanja, mjerenje karakteristika u pogonskom radu na ugrađenom LCD pokazivaču, podešavanje razine NF signala u prijemniku i odašiljaču te podešavanje RF izlazne snage odašiljača s prednje ploče.

### Sustav
- frekvencijsko područje rada 1.400 - 2.110 MHz
- razmak radio kanala 250 kHz
- vrsta analogne modulacije FM
- vrsta digitalne modulacije FM-CPFSK
- frekvencijsko područje NF signala 30 - 15000 Hz
- harmoničko izobličenje signala (fm= 1 kHz;dev.= ±75 kHz; nominalna razina) < 0.3%
- varijacija amplitude (fm= 40 - 15000 Hz) ± 0.2 dB
- temperaturno područje rada -10 °C do +50  °C

### Prijemnik
- nazivna ulazna impedancija 50 Ω
- NF impedancija ≤ 25 Ω
- tip priključka na antenu "N"
- tip izlaznog priključka za NF signal "BNC"
- osjetljivost (fm = 1 kHz;dev.= ± 75 kHz; S/N=60 dB, composit signal L ili R, demod., deemph.) < 300µV (-57 dBm)
- nominalna izlazna razina NF signala (dev.= ± 75 kHz; nesimetrično) + 6 dBV, podesivo
- mogućnost podešavanja NF razine ± 6 dB
- napajanje 220VAC (+10%;-10%)
- dimenzije (š;d;v) 370 x 483 x 88 mm
- težina 7 kg

### Odašiljač
- nazivna izlazna impedancija 50 Ω
- NF ulazna impedancija ≥ 10 kΩ
- tip priključka na antenu "N"
- tip ulaznog priključka za NF signal "BNC"
- nominalna ulazna razina NF signala (dev.= ± 75 kHz; 10 kΩ nesimetrično) + 6 dBV, podesivo
- izlazna snaga 1 mW - 2 W, podesivo opcija : do 5 W
- potiskivanje harmoničkih emisija < 1 µW (< - 30 dBm)
- otiskivanje neharmoničkih emisija < 1 µW (< - 30 dBm)
- FM šum (dev.= ± 75 kHz) < -60 dB
- nominalna devijacija odašiljača ± 75 kHz
- stabilnost frekvencije 1x10-6
- napajanje 220 VAC (+10%;-10%)
- dimenzije (š;d;v) 370 x 483 x 88 mm
- težina 9 kg

## Pogledati još
- Izvorno hrvatsko
- Radio